# Associação Social Esportiva Índios Guarus 2020-2021
Questa voce raccoglie le informazioni riguardanti l'Associação Social Esportiva Índios Guarus nella stagione 2020-2021.

## Stagione
L'Associação Social Esportiva Índios Guarus gioca con la denominazione sponsorizzata Vedacit Vôlei Guarulhos nella stagione 2020-21.
Partecipa per la prima volta alla Superliga Série A, classificandosi al nono posto, appena fuori dai play-off scudetto.
Partecipa per la prima volta anche al Campionato Paulista, raggiungendo le semifinali.

## Organigramma societario
Area direttiva
- Presidente: Anderson Marsili

Area tecnica
- Allenatore: Guilherme Novaes
- Assistente allenatore: João Ricardo Honório
- Preparatore atletico: Rafael Roca Mora

Area sanitaria
- Fisioterapista: Claudio Zezza

## Rosa
| N° | Nome                  | Ruolo | Data di nascita   | Nazionalità sportiva |
| -- | --------------------- | ----- | ----------------- | -------------------- |
| 1  | Luiz Felipe Pantaleão | O     | 22 marzo 1998     | Brasile              |
| 4  | Ian Rufino            | S     | 5 giugno 2002     | Brasile              |
| 5  | Sandro de Carvalho    | P     | 4 febbraio 1981   | Brasile              |
| 6  | Rodrigo Telles        | O     | 3 marzo 1990      | Brasile              |
| 7  | Thiago Alves          | S     | 26 luglio 1986    | Brasile              |
| 8  | Henrique Adami        | P     | 15 dicembre 1997  | Brasile              |
| 9  | Gabriel Bertolini     | O     | 20 agosto 1997    | Brasile              |
| 10 | Pedro Santos          | C     | 25 febbraio 1994  | Brasile              |
| 11 | Renan Gonçalves       | S     | 20 marzo 2002     | Brasile              |
| 12 | Gustavo de Brito      | C     | 22 marzo 1999     | Brasile              |
| 13 | Deivid Mota           | S     | 14 dicembre 1988  | Brasile              |
| 14 | Geovane Kuhnen        | C     | 10 ottobre 2000   | Brasile              |
| 15 | Tiago Barth           | C     | 13 giugno 1988    | Brasile              |
| 16 | Mathaus Campos        | P     | 25 giugno 2000    | Brasile              |
| 17 | Alexandre Elias       | L     | 30 settembre 1997 | Brasile              |
| 18 | Felipi Rammé          | S     | 23 maggio 1997    | Brasile              |

## Statistiche

### Statistiche di squadra
| Competizione      | Punti | In casa | In casa | In casa | In trasferta | In trasferta | In trasferta | Totale | Totale | Totale |
| Competizione      | Punti | G       | V       | P       | G            | V            | P            | G      | V      | P      |
| ----------------- | ----- | ------- | ------- | ------- | ------------ | ------------ | ------------ | ------ | ------ | ------ |
| Superliga Série A | 23    | 11      | 4       | 7       | 11           | 3            | 8            | 22     | 7      | 15     |
| Totale            | -     | 11      | 4       | 7       | 11           | 3            | 8            | 22     | 7      | 15     |

### Statistiche dei giocatori
| Giocatore      | Superliga Série A | Superliga Série A | Superliga Série A | Superliga Série A | Superliga Série A | Totale | Totale | Totale | Totale | Totale |
| Giocatore      | P                 | PT                | AV                | MV                | BV                | P      | PT     | AV     | MV     | BV     |
| -------------- | ----------------- | ----------------- | ----------------- | ----------------- | ----------------- | ------ | ------ | ------ | ------ | ------ |
| H. Adami       | 22                | 12                | 1                 | 4                 | 7                 | 22     | 12     | 1      | 4      | 7      |
| T. Alves       | 15                | 81                | 62                | 14                | 5                 | 15     | 81     | 62     | 14     | 5      |
| T. Barth       | 20                | 192               | 150               | 28                | 14                | 20     | 192    | 150    | 28     | 14     |
| M. Campos      | 1                 | 0                 | 0                 | 0                 | 0                 | 1      | 0      | 0      | 0      | 0      |
| G. Bertolini   | 20                | 167               | 128               | 24                | 15                | 20     | 167    | 128    | 24     | 15     |
| G. de Brito    | 4                 | 8                 | 5                 | 2                 | 1                 | 4      | 8      | 5      | 2      | 1      |
| S. de Carvalho | 21                | 20                | 2                 | 10                | 8                 | 21     | 20     | 2      | 10     | 8      |
| A. Elias       | 22                | 10                | 8                 | 0                 | 2                 | 22     | 10     | 8      | 0      | 2      |
| R. Gonçalves   | 1                 | 0                 | 0                 | 0                 | 0                 | 1      | 0      | 0      | 0      | 0      |
| G. Kuhnen      | 12                | 31                | 10                | 14                | 7                 | 12     | 31     | 10     | 14     | 7      |
| D. Mota        | 17                | 139               | 119               | 13                | 7                 | 17     | 139    | 119    | 13     | 7      |
| L.F. Pantaleão | 17                | 49                | 45                | 2                 | 2                 | 17     | 49     | 45     | 2      | 2      |
| F. Rammé       | 19                | 257               | 225               | 11                | 21                | 19     | 257    | 225    | 11     | 21     |
| I. Rufino      | 6                 | 5                 | 4                 | 0                 | 1                 | 6      | 5      | 4      | 0      | 1      |
| P. Santos      | 6                 | 33                | 27                | 3                 | 3                 | 6      | 33     | 27     | 3      | 3      |
| R. Telles      | 21                | 252               | 231               | 15                | 6                 | 21     | 252    | 231    | 15     | 6      |

P = presenze; PT = punti totali; AV = attacchi vincenti; MV = muri vincenti; BV = battute vincenti